# Campeonato Norueguês de Futebol de 2002
A Tippeligaen de 2002 foi vencida pelo Rosenborg, que a vencera pela décima segunda vez consecutiva. Foram catorze clubes jogando todos contra todos, em turno e returno.
| Pos | Equipe       | J  | V  | E  | D  | GM | GS | SG      | Pts |
| --- | ------------ | -- | -- | -- | -- | -- | -- | ------- | --- |
| 1   | Rosenborg    | 26 | 17 | 5  | 4  | 57 | 30 | 27      | 56  |
| 2   | Molde        | 26 | 15 | 5  | 6  | 48 | 26 | 22      | 50  |
| 3   | Lyn          | 26 | 14 | 5  | 7  | 36 | 29 | 7       | 47  |
| 4   | Viking       | 26 | 11 | 11 | 4  | 44 | 31 | 13      | 44  |
| 5   | Stabæk       | 26 | 12 | 6  | 8  | 48 | 34 | 14      | 42  |
| 6   | Odd Grenland | 26 | 12 | 5  | 9  | 36 | 30 | 6       | 41  |
| 7   | Lillestrøm   | 26 | 10 | 6  | 10 | 37 | 30 | 7       | 36  |
| 8   | Vålarenga    | 26 | 7  | 12 | 7  | 38 | 31 | 7       | 33  |
| 9   | Bryne        | 26 | 8  | 7  | 11 | 38 | 39 | 1 Neg.  | 31  |
| 10  | Bodø/Glimt   | 26 | 9  | 4  | 13 | 38 | 41 | 3 Neg.  | 31  |
| 11  | Sogndal      | 26 | 8  | 6  | 12 | 37 | 51 | 14 Neg  | 30  |
| 12  | Brann        | 26 | 8  | 3  | 15 | 35 | 52 | 17 Neg. | 27  |
| 13  | Moss         | 26 | 6  | 6  | 14 | 32 | 49 | 17 Neg. | 24  |
| 14  | Start        | 26 | 2  | 5  | 19 | 21 | 72 | 51 Neg. | 11  |

J: Partidas jogadas, V: Vitórias conquistadas, E:Empates, D: Derrotas, GM: Gols marcados, GS: Gols sofridos, SG: Saldo de gols, Pts: Pontos

## Premiação
| Tippeligaen 2002               |
| Noruega                        |
| ------------------------------ |
| ROSENBORG Campeão (17º título) |

## Promoções e despromoções
- Tromsø e Aalesund foram promovidos;
- Moss e Start foram despromovidos;
- Brann venceu os play-offs contra Sandefjord, com 2-1 no geral:
  - Primeira partida: Sandefjord 0-0 Brann
  - Segunda partida: Brann 2-1 Sandefjord

## Artilheiros
- Harald Martin Brattbakk, Rosenborg, 17 gols
- Tryggvi Guðmundsson, Stabæk, 16
- Bengt Sæternes, Bodø/Glimt, 12
- Erik Nevland, Viking, 10
- Bernt Hulsker, Molde, 9
- Dejan Pavlovic, Bryne, 9
- Uwe Rösler, Lillestrøm, 9
- André Schei Lindbæk, Molde, 9